# Sándor Vándor
Sándor Venetianer, nom de naixement (Miskolc (prov. Borsod-Abaúj-Zemplén), 28 de juliol, 1901 – Sopronbánfalva (Sopron), 14 de gener, 1945), director d'orquestra, compositor, esperantista hongarès.

## Carrera
Jakab Venetianer, un metge nascut a Liptószentmiklós, és fill de Róza Polacsek. Va tenir dos germans: Erzsébet (1898) i Margit (1904). Els seus pares van ser víctimes de l'Holocaust. El 1919, durant la República Soviètica, va organitzar un consell d'estudiants revolucionari, pel qual va ser expulsat posteriorment de totes les escoles secundàries del país. Va estudiar a Berlín el 1921 i a Leipzig entre 1921 i 1924. Després d'això, va treballar a Itàlia durant gairebé vuit anys com a tutor d'òpera. Va tornar a Hongria el 1932, va esdevenir el director del teatre de Sopron, però també va treballar a Budapest i Miskolc. El 1936 va assumir la direcció d'un cor format per alguns dels membres del Cor Szalmás, que més tard es coneixerà a nivell nacional com el Cor Errant de Budapest (però també va dirigir altres cors obrers).
En l'àmbit del moviment coral, va popularitzar les obres de Béla Bartók, Zoltán Kodály i altres compositors contemporanis, però també va escriure obres corals i va musicar diversos poemes d'Attila József. Va tenir una relació de treball directa amb Attila József i va discutir amb ell diverses vegades les obres corals escrites per als seus poemes, que sovint van donar lloc a la forma final de les obres.
Sándor Vándor es va convertir en víctima del terror nazi. El novembre de 1944 va ser arrossegat a Sopronbánfalvá, on va morir sota tortura.

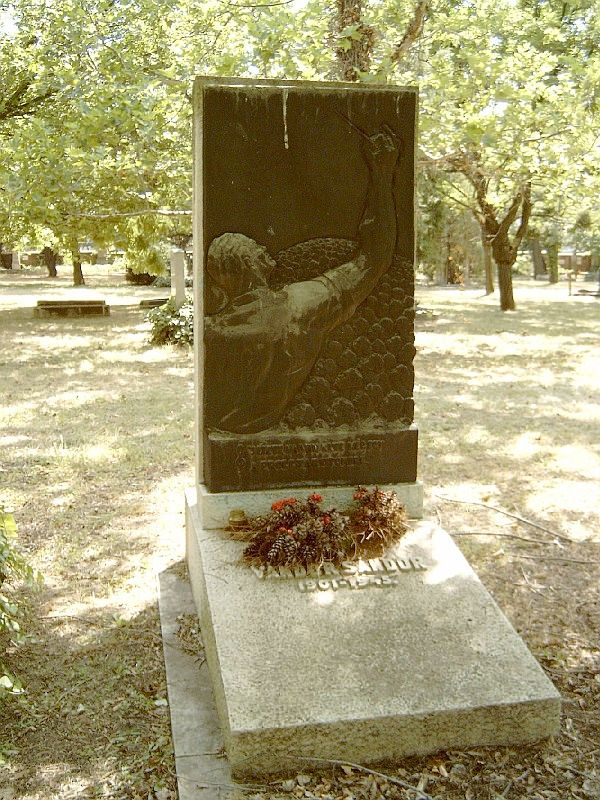
Tomba de Vándor Sándor

## La seva memòria
La seva tomba es troba a Budapest, al cementiri de Kerepesi, la seva làpida és obra de l'escultor Aladár Farkas. Fins al canvi de règim a Miskolc, l'actual carrer Király portava el seu nom. A Sopron i Budapest al districte XVIII, un carrer va rebre el seu nom al districte i una escola de música a Tiszaújváros porta el seu nom.

## Les seves obres principals
- Obres orquestrals (serenata hongaresa, 1935, etc.)
- Música de cambra (quartets de corda, sonates de cambra, etc.)
- Obres per a piano (La màquina, 1932)
- Òpera (Dr. Kiss Álmos, 1942)
- Cantates (Detestatio belli, 1939; Nit suburbana, 1939; A város peremén, 1941)
- Obres corals (Endre Ady: Felszállott a pava, 1932; Attila József: Tiszta sívvel, 1937; Cançó de dones joves, 1937; Dansa de l'ós, 1938; Mondd, mit érrell..., 1938; Obreres, 1939; Les 1939, Les 1939; Inici de Vides joves, 1939 ; Dudoló, 1940 Sándor Petőfi: Ressuscitat, 1941, etc.)
- Cançons (portades de cançons populars)